# Georgi Christow
Georgi Georgiew Christow (bułg. Георги Георгиев Христов, ur. 10 stycznia 1985 w Płowdiwie) – bułgarski piłkarz występujący na pozycji napastnika.

## Kariera klubowa
Christow jest wychowankiem klubu Marica Płowdiw, w którego barwach został królem strzelców B PFG w sezonie 2005/06. Przed sezonem 2007/08 przeszedł do zespołu Botew Płowdiw, występującego w bułgarskiej A PFG i już w pierwszym sezonie w najwyższej klasie rozgrywkowej został królem strzelców z 19 bramkami na koncie oraz został wybrany najlepszym zawodnikiem ligi bułgarskiej. Po sezonie odszedł do Lewskiego Sofia z którym zdobył mistrzostwo i Superpuchar Bułgarii.
26 lutego 2010 został wypożyczony z Lewskiego Sofia do Wisły Kraków na rok z opcją pierwokupu. Zadebiutował w Ekstraklasie w meczu z GKS Bełchatów. Wyszedł w pierwszym składzie wskutek kontuzji Pawła Brożka. Ostatecznie zagrał w czterech meczach w barwach Wisły. Okres jego wypożyczenia został skrócony i od 9 czerwca rozpoczął treningi w Lewskim Sofia. Latem 2010 roku trafił do Sławii Sofia. W trakcie sezonu 2011/12 został wypożyczony do FC Aszdod. W 2012 roku grał w Łokomotiwie Sofia. W 2013 roku przeszedł do Tampa Bay Rowdies, gdzie grał do stycznia 2019 roku.

## Sukcesy

### Zespołowe
Lewski Sofia
- mistrzostwo Bułgarii: 2008/09
- Superpuchar Bułgarii: 2009

### Indywidualne
- król strzelców B PFL: 2005/06
- król strzelców A PFG: 2007/08
- piłkarz sezonu A PFG: 2007/08
- piłkarz sezonu NASL: 2013